# رافائل پنا (تگزاس)
رافائل پنا (به انگلیسی: Rafael Pena) یک منطقهٔ مسکونی در ایالات متحده آمریکا است که در تگزاس واقع شده‌است. رافائل پنا ۱۷ نفر جمعیت دارد.